# ঘ
Cette page contient des caractères spéciaux ou non latins. S’ils s’affichent mal (▯, ?, etc.), consultez la page d’aide Unicode.
ঘ, appelé ghokar ou ghô et transcrit gh, est une consonne de l’alphasyllabaire bengali.

## Représentations informatiques
Ses caractères Unicode sont :
| formes | représentations | chaînes de caractères | points de code | descriptions                               |
| ------ | --------------- | --------------------- | -------------- | ------------------------------------------ |
| pleine | ঘ               | ঘ                     | U+0998         | lettre bengali gha                         |
| morte  | ঘ্               | ঘ◌্                    | U+0998 U+09CD  | lettre bengali gha, symbole bengali virama |